# Faiença
|  | No s'ha de confondre amb Faiança. |

Faiença (en francès Fayence) és un municipi francès situat al departament del Var i a la regió de Provença – Alps – Costa Blava.

## Demografia
| Evolució de la població INSEE |      |       |      |      |       |      |      |       |
| 1793                          | 1800 | 1806  | 1821 | 1831 | 1836  | 1841 | 1846 | 1851  |
| -                             | -    | 2 712 | -    | -    | 2 200 | -    | -    | 2 257 |

| 1856 | 1861 | 1866  | 1872 | 1876 | 1881 | 1886 | 1891 | 1896 |
| ---- | ---- | ----- | ---- | ---- | ---- | ---- | ---- | ---- |
| -    | -    | 2 176 | -    | -    | -    | -    | -    | -    |

| 1901 | 1906 | 1911 | 1921 | 1926 | 1931 | 1936 | 1946 | 1954 |
| ---- | ---- | ---- | ---- | ---- | ---- | ---- | ---- | ---- |
| -    | -    | -    | -    | -    | -    | -    | -    | -    |

| 1962  | 1968  | 1975  | 1982  | 1990 | 1999  | 2006 | 2011 | 2016 |
| ----- | ----- | ----- | ----- | ---- | ----- | ---- | ---- | ---- |
| 1 435 | 1 768 | 2 146 | 2 562 | -    | 4 253 | -    | -    | -    |

| 2019 | - | - | - | - | - | - | - | - |
| ---- | - | - | - | - | - | - | - | - |
| -    | - | - | - | - | - | - | - | - |

## Llista d'alcaldes
- 1790 : Felix Arnoux
- 1791 : François La Rochette
- 1793 : Joseph Guiol
- 1795 : Jean-Baptiste Blanc
- 1800 : Jean-Baptiste Eclier
- 1815 : Gardiol
- 1819 : Jean-Baptiste Eclier
- 1923 : Henry Giraud
- 1830 : Théodore Gardiol
- 1848 : Marc Sardou
- 1855 : Gardiol
- 1860 : Olympien Valence
- 1861 : Albin Antonin
- 1870 : Antoine Michel
- 1874 : Baptistin Féraud
- 1876 : Antoine Michel
- 1880 : Laugier
- 1882 : André Perrimond
- 1888 : Jean-Baptiste Roux
- 1927 : Jean-Baptiste Martel
- 1940 : Antonin Roux (President del Consell d'Alliberament)
- 1945 : Louis Vachier
- 1946 : Colonel Clément Roux
- 1961 : Robert Fabre
- 1995 : Edouard Truc
- 2008 : Jean-Luc Fabre